# Николаевский старообрядческий храм
Николаевский старообрядческий храм  — храм в городе Новочеркасске Ростовской области. Храм не сохранился.
В Новочеркасске на Почтовой улице в 300 метрах друг от друга были две Николаевские церкви: одна — православная церковь Николая Чудотворца на Никольской площади (ныне площадь Левски), другая — старообрядческая у Александровского сада (ул. Пушкинская, 39).

## История
17 октября 1905 года в России был обнародован царский Манифест, даровавший гражданам России свободы совести, слова, собраний и союзов. Облегчил положение старообрядцев в России также закон от 17 октября 1906 года о свободе вероисповедания. Старообрядцы Новочеркасска, почувствовав потепление отношений между старообрядческой и православной церковью, пришли к мысли о необходимости сооружения в Новочеркасске старообрядческого храма.
Старочеркасский казак-старовер Дмитрий Федорович Байдалаков отдал под строительство храма свое подворье с двумя каменными домами на ул. Почтовой, 39 (ул. Пушкинская, 39). Получив разрешение на строительство своей церкви старообрядцы приступили к её строительству. В 1907 году храм был построен.
Роспись храма была сделана художником Иваном Федоровичем Поповым с другими коллегами. 26 октября 1908 года состоялось освящение старообрядческого храма австрийского толка (в старообрядчестве было два основных направления: поповцы, признающие староверческих священников и беспоповцы, не признающие священников. В этих двух основных направлениях были свои ответвления, как например, австрийское направление у поповцев).
Построенный на Почтовой улице храм был красив, в нём был голубой с позолотой иконостас со старообрядческой иконописью, сделанный на фарфоровой фабрике. Храм был освящен старообрядческим архиепископом Иоанном Картушиным, в сослужении с епископом Феодосием и старообрядческим духовенством Государственная власть в лице Войскового Наказного Атамана генерала Самсонова А. В. тоже приняла участие в освящении храма.
После освящения храма в летнем офицерском клубе в расположенном рядом Александровском саду был дан торжественный обед на 150 персон.
После Февральской революции 1917 года старообрядцы активно участвовали в общественно-политической жизни Новочеркасска. На Почтовой (ныне Пушкинской) улице находились в 300 метрах друг от друга две Николаевские церкви, православная на Никольской площади и старообрядческая. К настоящему времени оба храма были разрушены.
Николаевская старообрядческая церковь закрылась около 1935 года. На месте, где находилась старообрядческая Николаевская церковь, ныне расположено 4-х этажное здание городской пожарной охраны. Старообрядцы Новочеркасска ездят на службы в старообрядческий храм в Ростове на Дону.